# Chi Kraeng
Chi Kraeng es uno de los trece distritos que forman la provincia camboyana de Siem Riep, con una población estimada en marzo de 2008 de 125 367 habitantes. Está dividido en las siguientes  comunas (khum), que se muestran asimismo con población estimada de 2008:
- Anlong Samnar 12,297
- Chi Kraeng 8,078
- Kampong Kdei 10,473
- Khvav 11,427
- Kouk Thlok Kraom 14,369
- Kouk Thlok Leu 9,571
- Lveaeng Ruessei 10,819
- Pongro Kraom 8,662
- Pongro Leu 8,514
- Ruessei Lok 12,177
- Sangvaeuy 9,803
- Spean Tnaot 9,177[1]